# Кот, Михаил Павлович
Михаил Павлович Кот (15 декабря 1923 года — 5 февраля 1951 года) — участник Великой Отечественной войны, полный кавалер Ордена Славы (1945).

## Биография
Родился 15 декабря 1923 года в селе Грибова Рудня Репкинского района Черниговской области в крестьянской семье.
В 1943 году призван в ряды РККА Добрянским районным военкоматом Черниговской области. С декабря 1943 года находился на фронтах Великой Отечественной войны.
С 13 по 19 марта 1944 года рядовой Кот, будучи начальником радиостанции 568-го стрелкового полка 149-й стрелковой дивизии 3-й гвардейской армии 1-го Украинского фронта, во время боёв на территории Ровненской области обеспечил бесперебойной радиосвязью командование полка, чем способствовал успешному выполнению боевой задачи. 8 апреля 1944 года награждён орденом Славы 3 степени.
1 августа 1944 года, находясь под вражеским огнём и рискуя жизнью, переправился через реку Висла в районе населённого пункта Делибно к северу от города Сандомир и установил радиосвязь с командованием. Был ранен, но не покинул пост до замены другим радистом. 18 сентября 1944 года награждён орденом Славы 2 степени.
С 24 по 27 февраля 1945 года, будучи начальником радиостанции того же полка, во время боёв за плацдарм на берегу реки Нейсе вблизи населённого пункта Гросс-Гастрозе к юго-западу от города Губен обеспечил непрерывной радиосвязью командование полка, при отражении контратак уничтожил более 10 вражеских солдат. Указом Президиума Верховного Совета СССР от 27 июня 1945 года награждён орденом Славы 1 степени.
После войны продолжил воинскую службу. В 1948 году был демобилизован в звании сержанта. После демобилизации вернулся в родные края, жил в селе Добрянка ныне Репкинского района Черниговской области, работал киномехаником.
Скоропостижно скончался 5 февраля 1951 года.